# Pasquale Romanelli

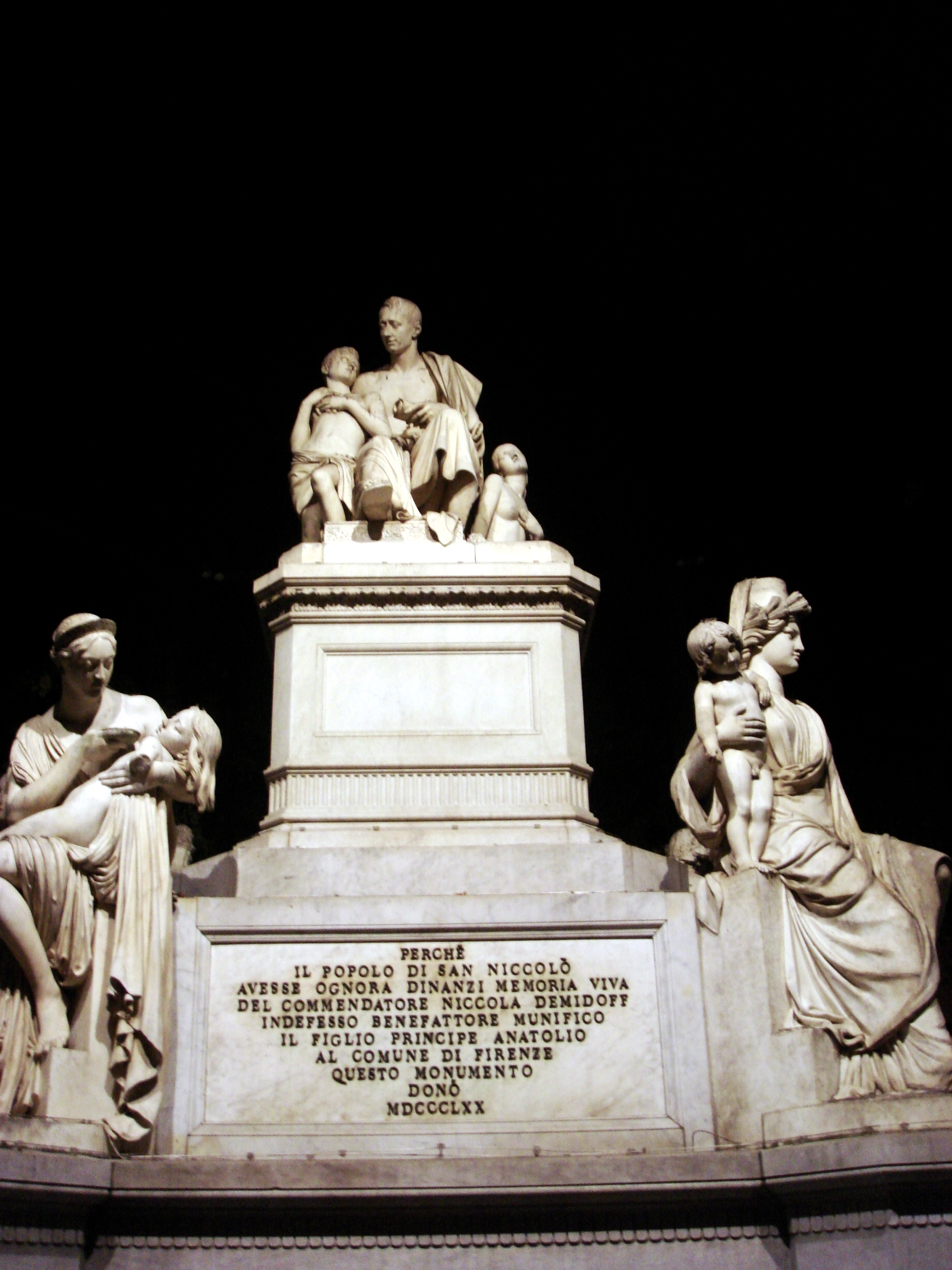
Monument à Nicolas Demidoff, Florence

Pasquale Romanelli (Florence, 1812 – 1887) est un sculpteur italien du XIXe siècle, le père du sculpteur Raffaello Romanelli et l'origine de la famille d'artistes italiens des Romanelli.

## Biographie
Pasquale Romanelli  étudia auprès du sculpteur Bartolini.
Il établit son atelier dans l’église de Romite di Ponte à Borgo San Frediano de Florence entre 1851 et 1887 (une plaque commémorative le signale).

## Œuvres
- Beethoven jeune homme (1863), marbre blanc de Carrare, donné à la commune de Gênes par Victor-Emmanuel II de Savoie en 1866, depuis la collection de son fils le prince Oddone Eugenio Maria de Savoie.
- Monument à Vittorio Fossombroni, sur le parvis de la basilique San Francesco (Arezzo),
- Vénus et Cupidon,
- George Washington,
- Esmeralda et sa chèvre,
- Perséphone et Adonis,
- Raphaël et sa muse Fornarina,
- Les Trois Grâces,
- Monument de marbre au comte Nicolas Demidoff commencé par son maître Bartolini entre 1830 et 1849 et fini par lui en 1871.
- Rose de Sharon (1874),